# MWA World Heavyweight Championship
El MWA World Heavyweight Championship fue un campeonato de lucha libre profesional en Kansas City, en la Midwest Wrestling Association (MWA). Fue el predecesor directo de la National Wrestling Alliance (NWA) World Heavyweight Championship. El campeonato fue creado en 1940, y el primer campeón fue Bobby Bruns.

## Lista de campeones
| Bobby Bruns | 1  | 18 de enero de 1940     | 0 | Kansas City, Kansas  | Defeated fellow contender Orville Brown to win the vacant championship. |
| Orville Brown | 1  | 13 de junio de 1940     | 0 | Kansas City, Kansas  | |
| Lee Wyckoff | 1  | 17 de abril de 1941     | 0 | Kansas City, Kansas  | |
| Orville Brown | 2  | 16 de octubre de 1941   | 0 | Kansas City, Kansas  | |
| Tom Zaharias | 1  | 5 de marzo de 1942      | 0 | Kansas City, Kansas  | |
| Orville Brown | 3  | 25 de junio de 1942     | 0 | Kansas City, Kansas  | Ed Lewis won a disputed decision over Brown on November 5, 1942. |
| Ed "Strangler" Lewis | 1  | 26 de noviembre de 1942 | 0 | Kansas City, Kansas  | Defeated Brown in a rematch. |
| Lee Wyckoff | 2  | 14 de enero de 1943     | 0 | Kansas City, Kansas  | |
| Orville Brown | 4  | 18 de febrero de 1943   |   | Kansas City, Kansas  | |
| Lee Wyckoff | 3  |                         |   | Great Bend, Kansas   | |
| Orville Brown | 5  | 17 de junio de 1943     | 0 | Kansas City, Kansas  | |
| The Swedish Angel | 1  | 3 de diciembre de 1943  | 0 | Kansas City, Kansas  | |
| Orville Brown | 6  | 9 de diciembre de 1943  | 0 | Kansas City, Kansas  | Dave Levin defeated Brown in a one-fall match on 27 de abril de 1944 in Kansas City, Kansas, and laid claim to the title. However, Brown claimed that the title could only change hands in a two-out-of-three falls match. |
| Dave Levin | 1  | 4 de mayo de 1944       | 0 |                      | Defeated Brown in a rematch. |
| Lee Wyckoff | 4  | 29 de junio de 1944     | 0 | Topeka, Kansas       | |
| Orville Brown | 7  | 16 de agosto de 1944    | 0 | Topeka, Kansas       | |
| Bobby Bruns | 2  | 20 de junio de 1946     | 0 | Kansas City, Kansas  | |
| Orville Brown | 8  | 8 de agosto de 1946     | 0 | Kansas City, Kansas  | |
| Vic Christy | 1  | 14 de marzo de 1947     | 0 | St. Joseph, Missouri | |
| Roy Graham | 1  | 30 de marzo de 1947     | 0 | St. Joseph, Missouri | |
| Orville Brown | 9  | 10 de abril de 1947     | 0 | Kansas City, Kansas  | |
| Tug Carlson | 1  | 12 de diciembre de 1947 | 0 | St. Joseph, Missouri | |
| Orville Brown | 10 | 26 de diciembre de 1947 | 0 | St. Joseph, Missouri | |
| Bobby Bruns | 3  | 29 de abril de 1948     | 0 | Kansas City, Kansas  | Won the title by disqualification. |
| Orville Brown | 11 | 4 de mayo de 1948       |   | Kansas City, Kansas  | |
| The title was retired after the MWA joined the National Wrestling Alliance in October 1948, and Brown was recognized as its first champion. |    |                         |   |                      | |